# Neisseria mucosa
Espèce
Neisseria mucosa est une espèce de bactéries saprophytes pathogènes chez les immunodéprimés.

## Publication originale
Veron M, Thibault P et Second L, « Neisseria mucosa (Diplococcus mucosus Lingelsheim). I. Description bactériologique et étude du pouvoir pathogène », Ann. Inst. Pasteur (Paris), vol. 100,‎ 1959, p. 497-500.